# Crna Bara (Vlasotince)
Pour les articles homonymes, voir Crna Bara (homonymie).
Crna Bara (en serbe cyrillique : Црна Бара) est un village de Serbie situé dans la municipalité de Vlasotince, district de Jablanica. Au recensement de 2011, il comptait 125 habitants.

## Démographie
| 1948 | 1953 | 1961 | 1971 | 1981 | 1991 | 2002 | 2011 |
| ---- | ---- | ---- | ---- | ---- | ---- | ---- | ---- |
| 821  | 791  | 789  | 634  | 469  | 315  | 224  | 125  |

|  |